# Uwe Madeja
Uwe Madeja (* 6. Februar 1959 in Berlin) ist ein ehemaliger deutscher Kanute, der für die DDR antrat.
Madeja, der für den ASK Vorwärts Potsdam antrat, gewann 1977 bei der Spartakiade im Einer-Kanadier. 1978 und 1979 belegte er zusammen mit Ronald Sägebarth, der heute noch unter Dopingfolgen leidet, jeweils den zweiten Platz bei der DDR-Meisterschaft im Zweier-Kanadier über 500 Meter. Im Einer-Kanadier erreichte Madeja 1978 den zweiten Platz über 1000 Meter hinter Hans-Jürgen Tode, 1979 und 1980 unterlag er über 500 Meter jeweils Olaf Heukrodt. Seinen ersten DDR-Meistertitel gewann Madeja 1980 zusammen mit Heukrodt im Zweier über 1000 Meter. Bei den Olympischen Spielen 1980 in Moskau traten die beiden ebenfalls über 1000 Meter an und gewannen die Silbermedaille hinter den Rumänen Ivan Patzaichin und Toma Simionov. 
1981 gewannen Madeja und Heukrodt den DDR-Meistertitel über 500 Meter, bei der Weltmeisterschaft in Nottingham traten die beiden über 1000 Meter an und gewannen erneut Silber hinter Patzaichin und Simionov. 1982 gewannen die beiden Kanuten den DDR-Titel über 1000 Meter, bei der Weltmeisterschaft in Belgrad erhielten sie die Bronzemedaille. Nachdem Madeja und Heukrodt bei der DDR-Meisterschaft 1983 über 1000 Meter lediglich den dritten Platz belegt hatten, wechselte Heukrodt seinen Partner und fuhr fortan mit Alexander Schuck. Madeja belegte 1984 auf beiden Einzelstrecken den zweiten Platz. 1985 gewann er zusammen mit Ulrich Papke die DDR-Meisterschaft im Zweier über 500 Meter. Bei der Weltmeisterschaft in Mechelen belegten die beiden den dritten Platz.
Uwe Madeja war mit der Schwimmerin Silvia Rinka verheiratet. Der Diplom-Sportlehrer arbeitete nach der Wende als Versicherungskaufmann. 1980 wurde er mit dem Vaterländischen Verdienstorden in Bronze ausgezeichnet.